# Thomasia
Thomasia è un genere di mammaliaformi estinti, appartenenti agli aramiidi. Visse tra il Triassico superiore e il Giurassico inferiore (Retico - Sinemuriano, circa 205 - 190 milioni di anni fa) e i suoi resti fossili sono stati ritrovati in Europa.

## Descrizione
Questo animale è noto solo per la dentatura, ed è quindi impossibile ricostruirne fedelmente l'aspetto. Dalle dimensioni dei denti si suppone che Thomasia fosse un animale della taglia di un topo, lungo non più di 15 centimetri. I molari superiori erano dotati di una doppia fila di tubercoli: sul lato interno erano presenti tre tubercoli della stessa taglia, mentre su quello esterno c'era un tubercolo anteriore molto sviluppato, seguito da tre o quattro tubercoli di dimensioni minori, di taglia solitamente decrescente. I molari inferiori erano invece di due creste, una con tre denticoli di dimensione decrescente e l'altra con cinque tubercoli, dei quali il primo era il più alto.

## Classificazione
Il genere Thomasia ha una storia tassonomica lunga e complicata. I primi fossili di questi animali vennero ritrovati in terreni del Keuper della Germania, risalenti al Triassico superiore, e vennero descritti nel 1947 da Plieninger come Microlestes antiquus. Successivamente, denti simili vennero ritrovati in terreni coevi in Inghilterra e descritti da Richard Owen nel 1871 come Microlestes moorei. Nel 1928 George Gaylord Simpson sostituì il nome Microlestes con Microcleptes, in quanto il primo era stato già utilizzato per descrivere un genere di coleotteri; Simpson, tuttavia, non si avvide che anche Microcleptes era già utilizzato per un altro genere di coleotteri, e nel 1947 fu costretto a sostituire il nome con Haramiyia. Nel frattempo, però, già nel 1908 lo studioso tedesco Poche aveva provveduto a istituire il genere Thomasia per i fossili descritti da Plieninger. Per lungo tempo vennero quindi considerati validi i nomi Thomasia antiqua e Haramiyia moorei. Successive revisioni dimostrarono che i generi Thomasia e Haramiyia rappresentavano in realtà la dentatura inferiore e superiore di un solo animale (Butler e Macintyre, 1994). Il genere Thomasia aveva la precedenza e fu quindi considerato valido.

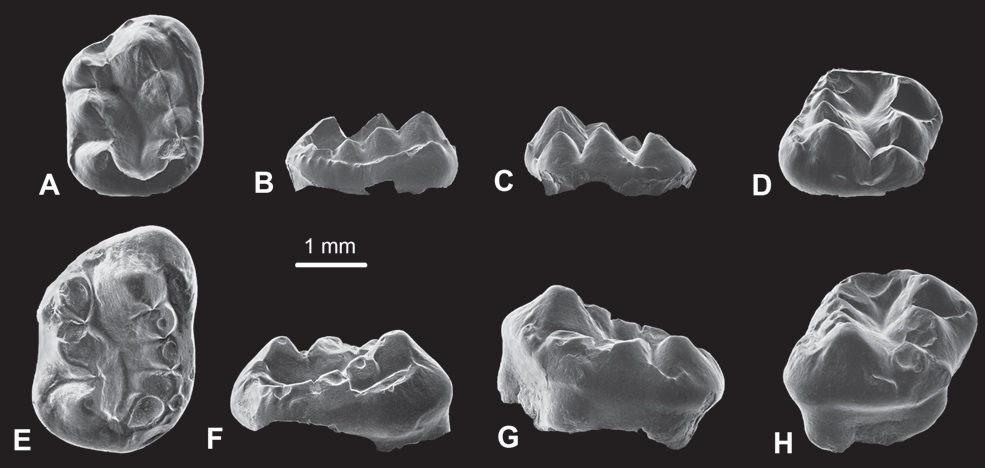
Denti molariformi di Thomasia cf. moorei

All'interno di questo genere sono comunque riconoscibili varie specie, tutte del Triassico superiore: la specie tipo Thomasia antiqua, rinvenuta in Germania (Schlösslesmühle, Bebenhausen), Inghilterra (Frome), Francia (Saint-Nicolas-de-Port, Varangéville), Lussemburgo (Syren) e Svizzera (Hallau); T. moorei, di dimensioni minori, ritrovata in Inghilterra (Frome), Francia (Saint-Nicolas-de-Port) e Svizzera (Hallau); T. woutersi, rinvenuta in Belgio (Attert, Gaume); e T. hahni della Germania (Halberstadt). Fossili ascrivibili a una forma simile a T. moorei sono stati ritrovati in Galles, in terreni del Giurassico inferiore.

## Paleobiologia
Il tipo di usura dei denti di Thomasia fa supporre che i molari superiori e inferiori fossero invertiti buccolingualmente e antero-posteriormente, e che il movimento masticatorio fosse longitudinale e all'indietro (palinale), ma con una componente ortale all'inizio, che conferiva un'azione schiacciante - macinante. Il movimento di masticazione doveva somigliare a quello del traversodontide Scalenodon. L'opposizione tra i denti si è probabilmente sviluppata dallo sviluppo di una seconda fila di cuspidi dal cingolo linguale in entrambe le mascelle (Butler e Macintyre, 1994).